# Melitaea didymoides
Melitaea didymoides is een vlinder uit de familie Nymphalidae. De wetenschappelijke naam van de soort is voor het eerst geldig gepubliceerd in 1847 door Eduard Friedrich Eversmann.